# Pteroglossa travassosii
Pteroglossa travassosii är en orkidéart som först beskrevs av Robert Allen Rolfe, och fick sitt nu gällande namn av Gerardo A. Salazar och Mark W. Chase. Pteroglossa travassosii ingår i släktet Pteroglossa och familjen orkidéer. Inga underarter finns listade i Catalogue of Life.